# Shark Accident Victim Network
Die Shark Accident Victim Network (SAVN) ist ein weltweit operierendes Hilfswerk für Haiunfall-Opfer.
SAVN bietet eine Reihe von kostenlosen Dienstleistungen an, wie zum Beispiel Diskussionsgruppen für Unfallopfer, Empfehlungen für Lifeguards, Wellenreiter, Schwimmer etc. im Umgang mit Haien.
Ein Schwerpunkt liegt auf der Unfallanalyse und -rekonstruktion.
In Zusammenarbeit mit dem Global Shark Attack File (GSAF) – unterhält SAVN eine der größten Unfalldatenbanken im Internet mit ca. 4000 analysierten Hai-Unfällen.
Im Unterschied zum Beispiel zum International Shark Attack File ist die Datenbank von SAVN frei zugänglich.
SAVN veröffentlicht einen elektronischen Newsletter zu dem Thema Hai-Unfall und Erforschung der Haie.